# رجل بين امرأتين (فلم)
رجل بين امرأتين هو فيلم مصري تم إنتاجه عام 1940، من إخراج إبراهيم لاما، وبطولة بدر لاما وأمينة رزق وبدرية رأفت.

## قصة الفيلم
يتعرف رأفت الرسام على امال عبد الشافي وهو يصطاد وذات يوم يحدد موعدا للقاء وفي الموعد المحدد ينتظر رأفت امال وبينما هي قادمة متلهفة وقبل ان تصل اليه بخطوات تصدمها سيارة فلا يتمكن رأفت من رؤية حبيبته لذا فانه لم يتحرك من مكانه ولا يدرى ان امال هي المصابة ويعود ساخطا يتهمها بالغدر والإهمال وبينما هو يعيش في جحيم الياس كانت هي في المستشفى تهذى باسم الحبيب يقترح صديقه فهمي على رأفت ان يروح عن نفسه فاوحا إلى زميلته ثريا ان تساعده في ذلك حتى ينسى حب امال تعطف ثريا عليه إلى ان يحبها وينسى امال وتخرج امال من المستشفى بعد ان شرح الطبيب لمربيتها ان صدمة العمود الفقرى سببت لامال مرض السل وبينما يعد رأفت وثريا العدة للحياة الزوجية فان امال تترك لرأفت في عمله موعدا للقاء بعد ان شرحت له ما حدث لها يعود رأفت لحب امال ويصبح في صراع بين ثريا وامال يلتقى رأفت بامال التي اخبرته انها خطبت بعد ان عرفت حقيقة مرضها من مربيتها وارادت بذلك الخبر الا تكون سببا في شقائه ولم يجد رأفت ما يزيل عنه الحزن سوى الاندفاع في شرب الخمر واهمال نفسه يلتقى الحبيبان مصادفة وتعترف له امال بمرضها لكنه لا يقطع من املها في الشفاء وفعلا يتم شفاؤها ويتزوج الحبيبان.

## فريق العمل
إخراج: إبراهيم لاما
تأليف: السيد زيادة
إنتاج: كوندور فيلم
بطولة:
- بدر لاما
- أمينة رزق
- بدرية رأفت
- فردوس محمد
- محمود المليجي
- عبد المجيد شكري
- ثريا فخري
- زوزو شمس الدين

## روابط خارجية
- مقالات تستعمل روابط فنية بلا صلة مع ويكي بيانات